# 金日成・金正日主義

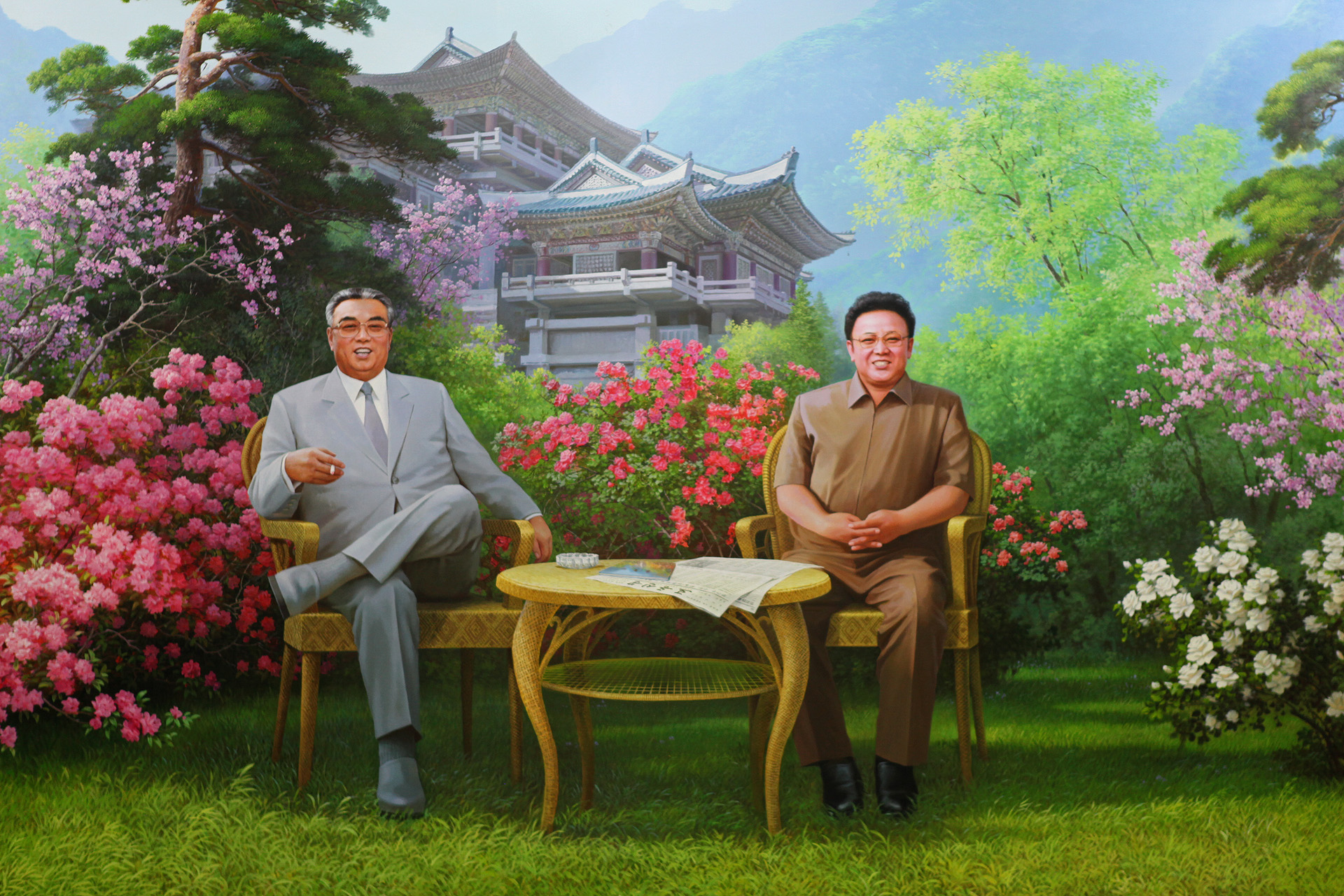
金日成と金正日の父子を描いた肖像画

金日成・金正日主義（キム・イルソン・キム・ジョンイルしゅぎ、朝鮮語: 김일성-김정일주의、英語: Kimilsungism-Kimjongilism）は、朝鮮民主主義人民共和国（以下、北朝鮮）で主体（チュチェ）思想と並ぶ指導思想である。

## 来歴
「金日成・金正日主義」への最初の言及は、北朝鮮の第3代最高指導者である金正恩が2012年4月6日に朝鮮労働党中央委員会の責任幹部を前にして行った演説『偉大な金正日同志をわが党の永遠なる総書記として高く戴き、チュチェの革命偉業を立派に成し遂げよう』で、「朝鮮労働党の指導思想は偉大な金日成・金正日主義です。」と論じたことに始まる。
この演説の中で金正恩は以下のように述べた。
また、金正恩は「金日成・金正日主義」について、「金正日の生前から党員と人民が『金日成の革命思想と金正日の革命思想を結びつけて』金日成・金正日主義と呼び、金日成・金正日主義を党の指導思想として認めてきたが、生前の金正日は『金正日主義はいくら掘り下げても金日成主義以外のものではない』として、『党の指導思想を自身の尊名と結びつけることを厳しく差し止めていた』」ことも明らかにした。
金正恩はこの演説から数日後の4月11日に開催された第4回党代表者会で金正日が務めていた朝鮮労働党総書記のポストについて、「朝鮮労働党総書記の職名は世代がいくら代わっても金正日のものでなければならず、金正日を永遠の総書記に推戴する」として永久欠番化して自らは第一書記に就任した。また、朝鮮労働党の党規約を改正して「金日成・金正日主義」の文言を加え、主体（チュチェ）思想と先軍政治を内包した朝鮮労働党の指導思想として定義したほか、2013年には「党の唯一思想体系確立の10大原則」を改定し、「全社会の金日成・金正日主義化」を共産主義に代わる朝鮮労働党の最高綱領とした。